# Pizzicato Five
Pizzicato Five (ピチカート・ファイヴ) var ett japanskt pop band känt för naivistiska melodier med inspiration från 1950- och 1960-talet.
Pizzicato Five är flaggskeppet för den japanska så kallade Shibuya-scenen som fått sitt namn efter en av Tokyos "innestadsdelar". Pizzicato Fives musik är en brygd av influenser; främst 1960-talspop, disco och artrock. Bandet bildades 1979 av Yasuharu Konishi och Keitaro Takanami som var studenter på Aoyama-universitetet i Tokyo. Först 1985 släpptes bandets första singel The Audrey Hepburn Complex. Det första albumet Pizzicato Five In Action släpptes 1986. Deras största hit i Sverige är Twiggy Twiggy från skivan Made in the USA (1994).
Bandet splittrades 2001.

## Medlemmar
- Konishi Yasuharu (小西康陽). Låtskrivare, basist, keyboardist och sångare.
- Takanami Keitarō (高A浪慶太郎, efter ett namnbyte skrivet 高浪敬太郎, Takanami Keitarō). Gitarrist och sångare.
- Sasaki Mamiko (佐々木麻美子). Sångerska till 1987.
- Kamonomiya Akira (鴨宮諒). Keyboardist.
- Tajima Takao (田島貴男). Sångare mellan 1987 och 1990.
- Nomiya Maki (野宮真貴). Bandets sångerska från 1990 och den kanske namnkunnigaste av medlemmarna.

## Kuriosa
- Låten "Baby love child" har använts i Futurama-avsnittet "Leela's Homeworld".
- Nomiya Maki sjunger på soundtracket till tv-spelet Katamari Damacy.
- "à tokyo" spelades i Austin Powers: Goldmember.
- "Baby Portable Rock" är avsignaturen i SVT:s program Vetenskapsmagasinet.